# پاپ سرجیوس چهارم
پاپ سرجیوس چهارم (به انگلیسی: Sergius IV) یکی از پاپ‌های کلیسای کاتولیک رم بود که در رم به دنیا آمد و از ۱۰۰۹ تا ۱۰۱۲ میلادی پاپ بود.